# Korzo, Rijeka
Korzo est une rue piétonne du centre de Rijeka en Croatie. D'une longueur de 450 mètres, c'est la principale rue commerçante de Rijeka, ou se trouvent plusieurs centres commerciaux, magasins, boutiques et cafés. La rue abrite également plusieurs bâtiments emblématiques de la ville, notamment la Tour de la ville, qui mène par un passage à la vieille ville. Le nom croate de la rue dérive de l'italien Corso, qui signifie « rue principale ».

## Histoire
La construction de la rue a commencé en 1780 après que les anciens remparts de la ville aient été démolis et que les douves aient été comblées sur ordre de l'empereur autrichien Joseph II. Cependant, ce n'est qu'au début du XXe siècle et avec la construction de bâtiments représentatifs de style néoclassiques, Sécession et Modernistes, que la rue a commencé à prendre l'apparence qu'elle a aujourd'hui.

## Galerie

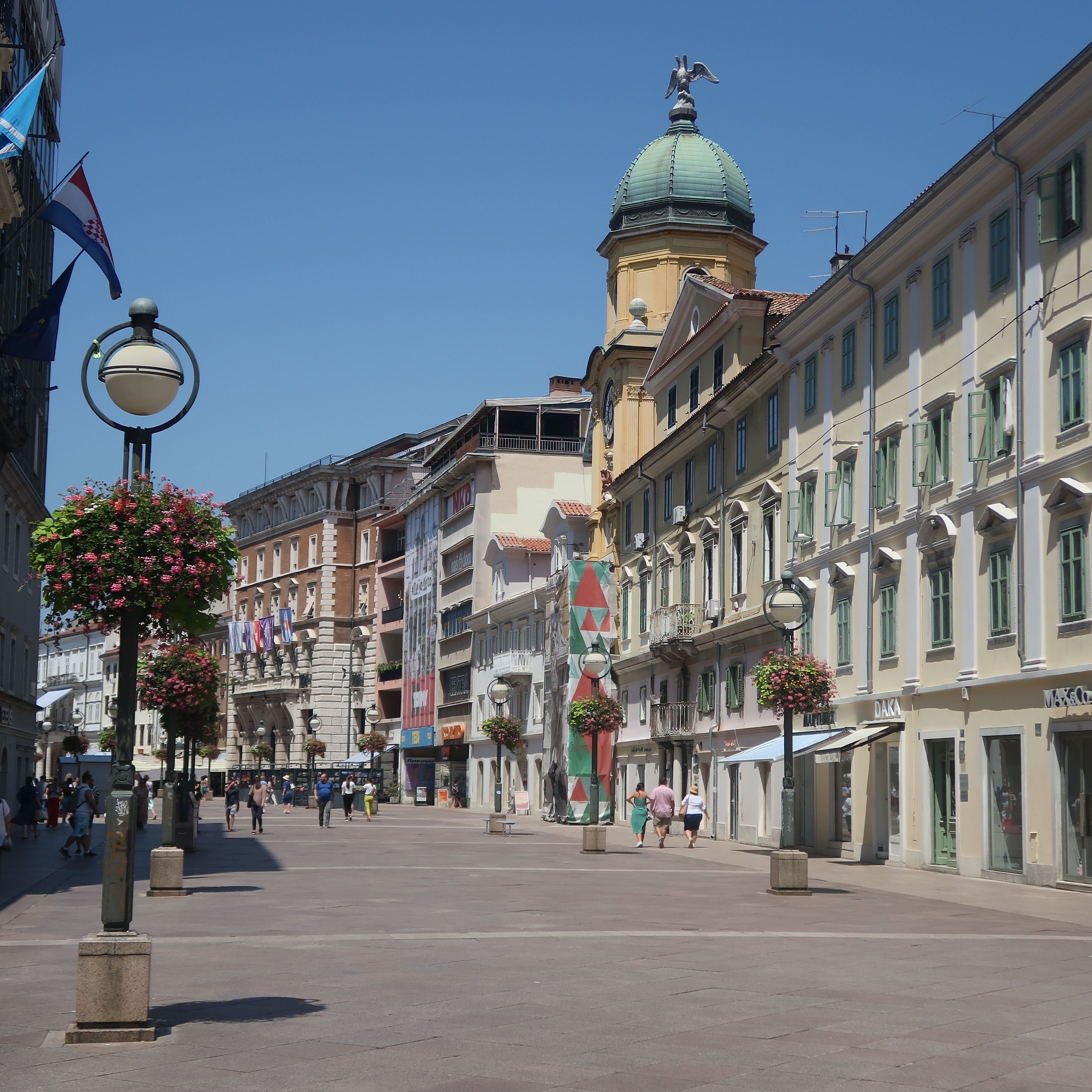
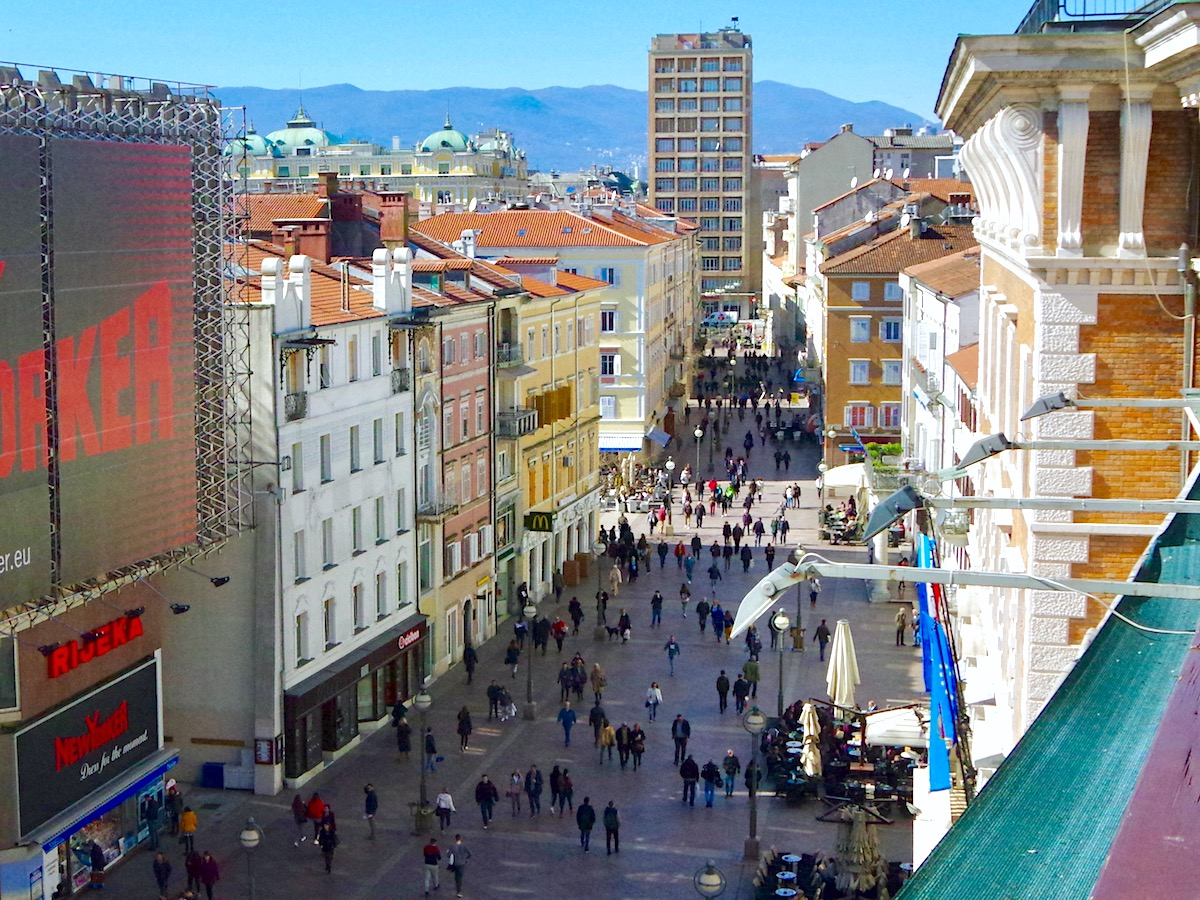
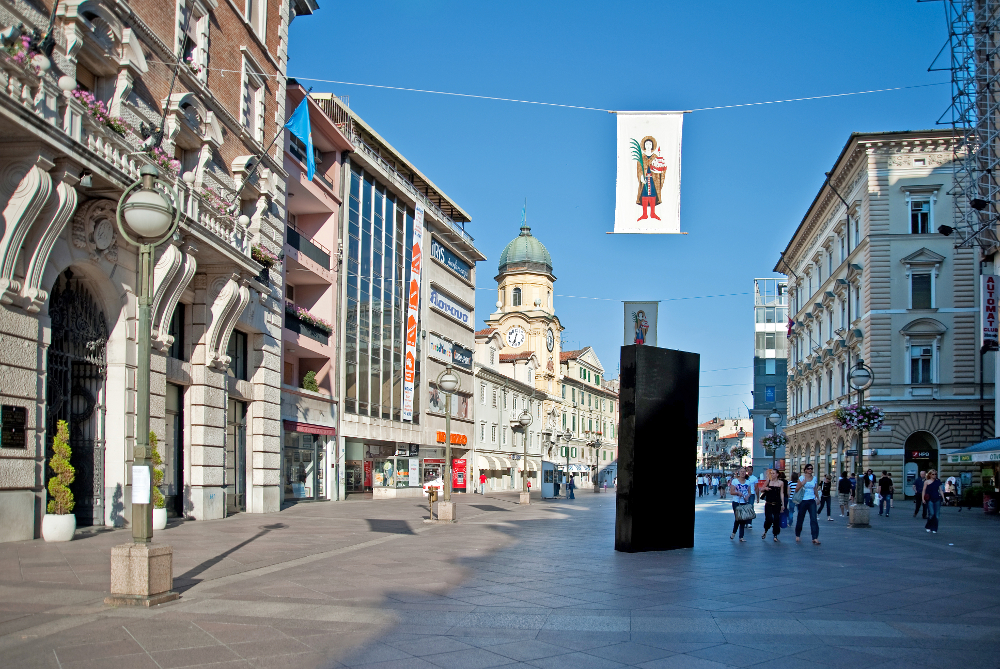
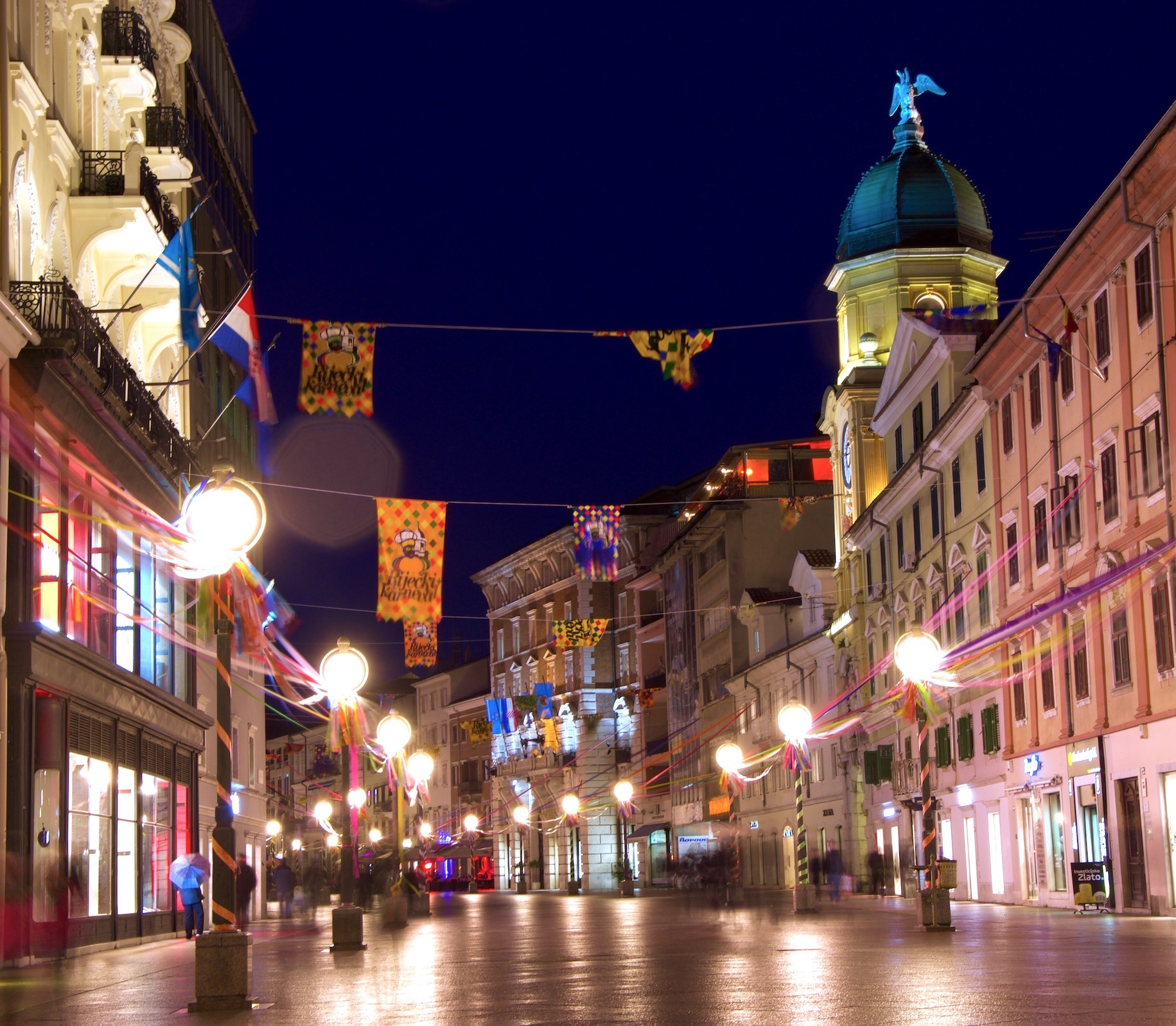

## Articles liés
- Torre Civica (Tour de la Ville)
- Hôtel de ville de Rijeka
- Poste centrale de Rijeka